# Кутур-Оба

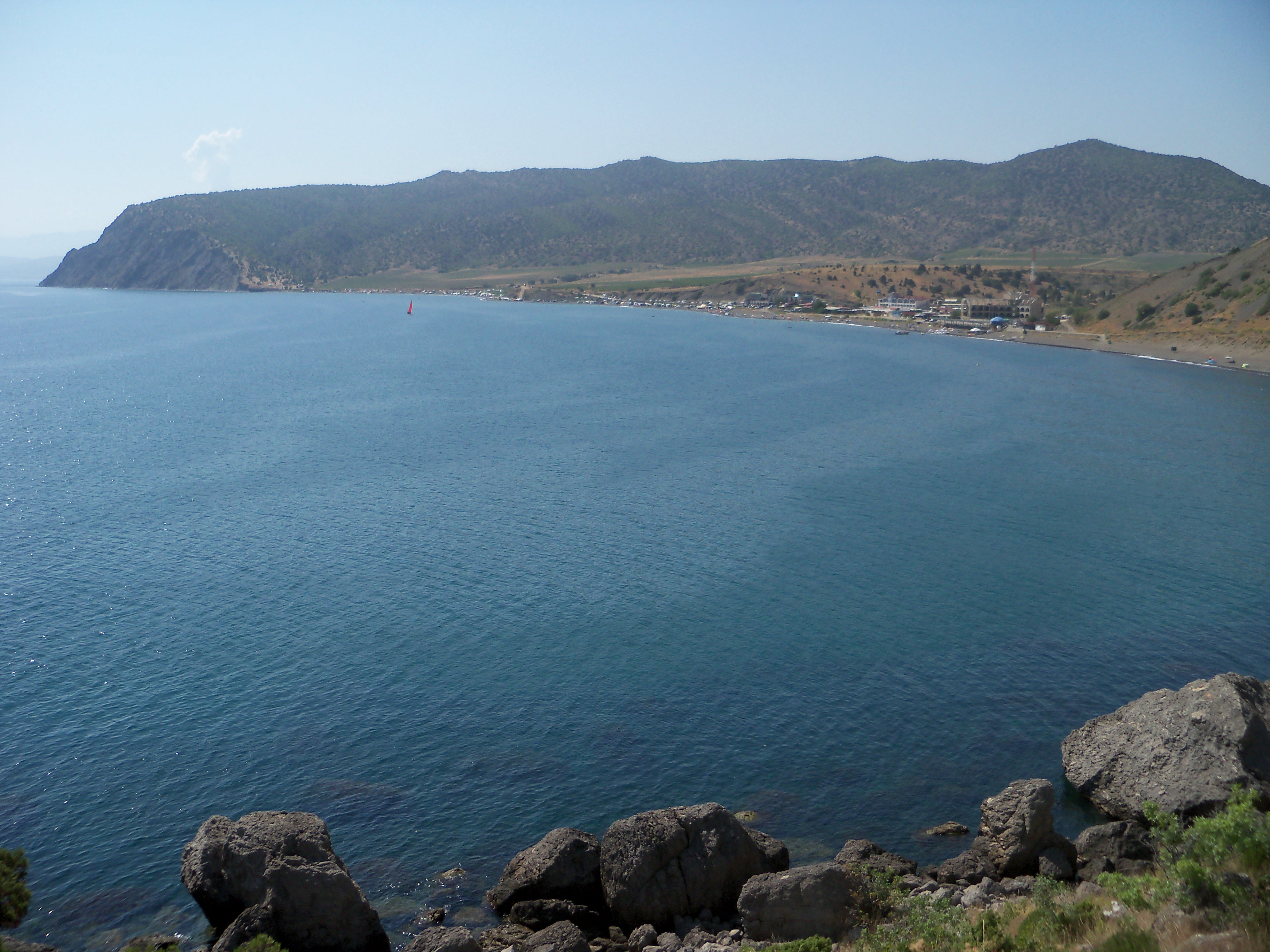
Вид з Голіцинської стежки на Кутлакську бухту, мис Ай-Фока і хребет Сонкі-Сиртлар.

Кутур-Оба (др.тюрк. кутур — олень) — конічна гора в Криму на гірському хребті Сонкі-Сиртлар. Гора з оголеною вершиною і лісистими схилами. Розташована в ряду (послідовно від моря на північ): Кечит-Вермез (221 м), Папая-Кая (319 м), Панея (гора), Кутур-Оба (352 м).
У 3-х км на півд.-захід від нп Веселе (Судак.). тюрк кутур — олень